# Les Murs de Sanaa
Pour plus de détails, voir Fiche technique et Distribution.
Les Murs de Sanaa (Le mura di Sana) est un documentaire italien réalisé par Pier Paolo Pasolini, sorti en 1971. 

## Synopsis
Ce documentaire constitue un appel à l'Unesco pour préserver la vieille ville de Sanaa et sa forteresse. Il porte comme sous-titre Documentario in forma di un appello all'Unesco (« Documentaire en forme d'appel à l'Unesco »). Il a été tourné un dimanche, entre deux scènes du Décaméron (où toutes les scènes tournées au Yémen du nord furent d'ailleurs coupées au montage).
Dans l'une des deux versions existantes de ce documentaire, on voit des plans de la ville italienne d'Orte, extraits d'un autre documentaire, portant sur cette ville et resté inédit à ce jour.

## Fiche technique
- Titre : Les Murs de Sanaa
- Titre original : Le mura di Sana
- Réalisation : Pier Paolo Pasolini
- Production : Rosima Anstalt et Franco Rossellini
- Photographie : Sebastiano Celeste et Tonino Delli Colli
- Montage : Tatiana Casini Morigi
- Pays d'origine : Italie
- Format : Couleurs
- Genre : Court métrage
- Durée : 16 minutes (autre version : 14 min)
- Date de sortie : 1971

## Distribution
- Voix : Pier Paolo Pasolini